# Dyscia raunaria
Dyscia raunaria är en fjärilsart som beskrevs av Freyer 1848. Dyscia raunaria ingår i släktet Dyscia och familjen mätare. Inga underarter finns listade i Catalogue of Life.